# Estoire des Engleis
L'Estoire des Engleis est une chronique de l'histoire de l'Angleterre écrite par Geoffroy Gaimar. Ce texte, commandé par la femme d'un propriétaire terrien des comtés de Lincolnshire et Hampshire, est la plus ancienne chronique historique rédigée en français qui nous soit parvenue. Bien que les universitaires aient proposé plusieurs dates pour son écriture, la période du milieu à la fin des années 1130 est communément acceptée. En grande partie inspirée, voire directement traduite, de chroniques préexistantes, l'Estoire des Engleis retrace l'histoire de l'Angleterre de l'arrivée en 495 de Cerdic de Wessex jusqu'à la mort de Guillaume le Roux en 1100. Le document d'origine débutait par les origines troyennes mythiques de la Grande-Bretagne, cependant, toutes les portions précédant le débarquement de Cerdic sont perdues.

## Histoire
Geoffrey Gaimar a écrit l’Estoire des Engleis pour Constance, épouse de Ralph Fitz Gilbert. Celui-ci, apparenté à la famille de Clare et propriétaire terrien des comtés de Lincolnshire et Hampshire, aurait été le commanditaire de l'ouvrage selon ce que Gaimar relate dans l'épilogue de la chronique. Gaimar lui-même aurait été l'aumonier des Fitz Gilbert ou peut-être  un clerc séculier. Les universitaires avancent différentes dates pour la rédaction de la chronique, mais des périodes s'étendant de mars 1136 à avril 1137 et de 1135 à 1140 sont communément admises. Gaimar commença probablement l'écriture de l’Estoire des Engleis dans le Hampshire puis la termina dans le Lincolnshire.
Ian Short, professeur émérite de langue française au Birkbeck College, affirme que la chronique a été écrite « afin de fournir un vaste panorama des dynasties celto-britanniques, anglo-saxonnes, et anglo-normandes dans les îles Britanniques des temps troyens jusqu'à la mort de Guillaume le Roux ». Ce texte, qui est la plus ancienne chronique historique connue rédigée en langue française, a été écrit avec un biais à l'égard des Normands, considérant ces derniers comme les véritables successeurs du trône d'Angleterre. Comme il l'est mentionné dans l'épilogue de l'ouvrage, la chronique débutait originellement par le récit des mythiques origines troyennes de l'Angleterre. Cependant, cette première partie de la chronique, connue sous le nom d’Estoire des Troiiens, ainsi qu'une autre portion, l’Estoire des Bretuns, sont perdues. Les quatre copies actuellement existantes commencent par l'arrivée en Angleterre de Cerdic de Wessex en 495, et se concluent par la mort de Guillaume le Roux en l'an 1100. L'œuvre est écrite en couplets, et contient 6 532 octosyllabes.
L’Estoire des Engleis est en grande partie inspirée, voire directement traduite, de chroniques préexistantes. Par exemple, les portions désormais perdues, l’Estoire des Troiiens et l’Estoire des Bretuns, semblent reprendre de nombreuses informations de l’Historia regum Britanniae de Geoffrey de Monmouth. Le reste de l'ouvrage, du débarquement de Cerdic à l'an 959 environ, est principalement une traduction de la Chronique anglo-saxonne. L'exactitude des faits relatés sur l'histoire politique de l'Angleterre est mise en question par les universitaires, mais la chronique est tout de même considérée comme estimable pour d'autres domaines de recherches et d'études. 
Cette chronique est le premier texte où l'on voit apparaître le personnage de Havelok, populaire dans les lettres anglo-normandes et anglaises au Moyen Âge.